# Krone Wilhelms II.

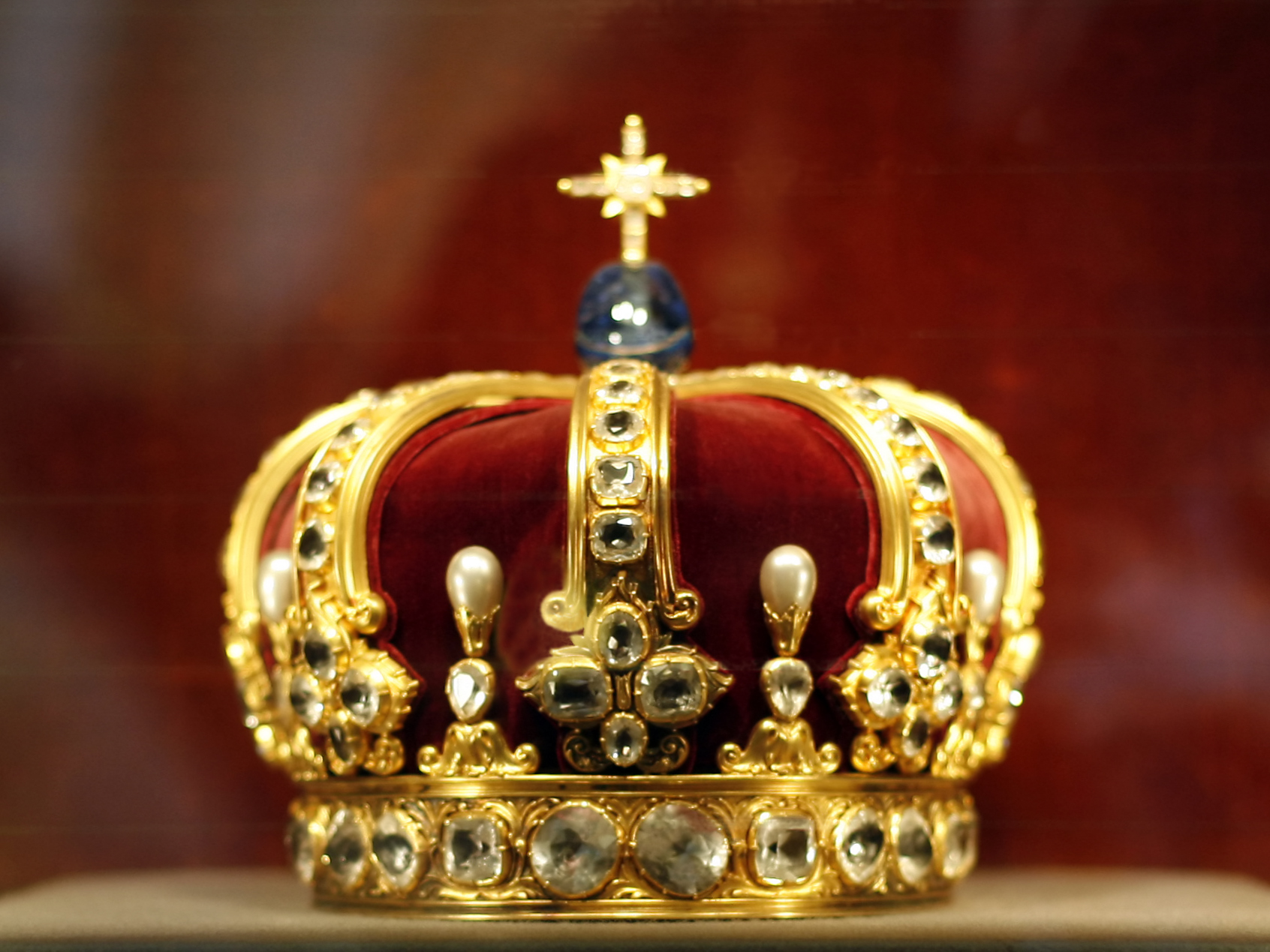
Krone Wilhelms II.

Die Krone Wilhelms II., die auch Königskrone Wilhelms I. genannt wird, wurde erst in der Spätphase der preußischen Monarchie angefertigt und gehört zu den preußischen Kronjuwelen.

## Beschreibung
Es handelt sich um eine Bügelkrone aus purem Gold, die mit Diamanten, Perlen und Saphiren ausgestattet ist. Der goldene Kronreif hat gravierte Ränder und trägt 24 große Diamantrosen, die in blattartigem Ornament gefasst sind. Über dem Reif erheben sich acht große und acht kleine Zinken. Die kleinen Zinken sind breit und zu beiden Seiten volutenhaft geschwungen. Sie tragen in der Spitze einen herzförmigen Diamanten, darüber eine große Birnperle, die in einer Art Knospe aus Gold gefasst ist. Die großen Zinken sind am Reif ebenfalls volutenhaft geschwungen und gehen nach oben in Rebblätter über. Diese haben zwei große zur Seite gehende Blätter und ein kleineres nach oben gerichtetes Blatt. Die seitlichen Blätter tragen jeweils große Diamantrosen, das obere Blatt und der Blattstiel kleinere. Aus diesen Zinken entspringen die acht Bügel, die sich im Bogen nach oben schwingen und waagerecht im Scheitel zusammenlaufen. Jeder Bügel ist mit acht bzw. zehn großen Diamanten verziert. Auf dem Scheitel sitzt der Globus, ein großer eiförmiger Saphir mit diamantbesetztem Kreuz. Das Innere der Krone ist mit rotem Samt ausgekleidet. Insgesamt sind 142 Diamanten im Rosenschliff, 18 Brillanten, acht Dicksteine und zwei Saphire sowie acht Perlen in der Krone verarbeitet.

## Geschichte
Das preußische Kabinett ordnete am 27. Februar 1889 die Fertigung der Krone an. Emil Doepler d. J. entwarf ein Modell, das vom Hofjuwelier Hugo Schaper ausgeführt wurde. Der Durchmesser der Krone beträgt 21 cm, ihre Höhe 20 cm.
Sie wurde während keiner Krönung getragen, sondern hatte nur repräsentativen Zweck. Die Krone befindet sich heute auf der Burg Hohenzollern, der Stammburg der Hohenzollern im Zollernalbkreis in Baden-Württemberg, und wird dort ausgestellt.